# Wim van der Kroft
Willem Frederik "Wim" van der Kroft, född 16 augusti 1916 i Haarlem, död 21 mars 2001 i Den Helder, var en nederländsk kanotist.
Han blev olympisk bronsmedaljör i K-2 1000 meter vid sommarspelen 1936 i Berlin.